# Riki Ellison
(en) Statistiques sur pro-football-reference
Riki Morgan Ellison (né le 15 août 1960 à Christchurch, Nouvelle-Zélande) est un joueur néo-zélandais de football américain ayant évolué au poste de linebacker dans la National Football League (NFL) entre 1983 et 1992. Il remporte trois Super Bowls (XIX, XXIII et XXIV). Il est le premier joueur néo-zélandais et maori à être un joueur professionnel de football américain. Il a remporté deux Rose Bowls avec les Trojans d'USC en 1979 et 1980, alors qu'il joue sous le nom de Riki Gray. En 2005, Ellison fonde le Youth Impact Program pour aider les enfants et adolescents défavorisés et à risques aux États-Unis.